# Fortunativka, Malîn
Fortunativka (în ucraineană Фортунатівка) este un sat în comuna Ustînivka din raionul Malîn, regiunea Jîtomîr, Ucraina.

## Demografie
Componența lingvistică a localității Fortunativka
     Ucraineană (87,88%)
     Rusă (12,12%)
Conform recensământului din 2001, majoritatea populației localității Fortunativka era vorbitoare de ucraineană (87,88%), existând în minoritate și vorbitori de rusă (12,12%).